# Fantastica Carrà
Fantastica Carrà è l'undicesima raccolta italiana di Raffaella Carrà, pubblicata nel 1996 dall'etichetta discografica RCA.

## Il disco
Contiene brani estratti dai primi tre album pubblicati dalla cantante nel periodo 1970-1972 in cui era legata all'etichetta RCA Italiana, per la prima volta su supporto Compact Disc (senza rimasterizzazione).
Se si eccettua la canzone Era solo un mese fa, sono presenti tutti i brani della primissima raccolta della cantante 
I successi di Raffaella Carrà (1974), sia quelli nella storica versione su Stereo8, sia quelli aggiunti nella ristampa su CD e MC del 1994.
Questa compilation contiene anche tutte le tracce già presenti nella successiva raccolta con lo stesso nome edita nel 1978 dalla stessa casa discografica e mai pubblicata su CD.
Inoltre non è mai stata resa disponibile per il download digitale o per lo streaming, non contiene inediti e non è mai stata promossa direttamente dall'artista.

## Tracce
1. Ma che musica maestro – 3:16 (testo: Sergio Paolini, Stelio Silvestri – musica: Franco Pisano)
2. Pensami (Who Are We) – 3:13 (testo: Climax,[2] Gianni Boncompagni – musica: James Last)
3. Chissà chi sei (Sookie Sookie) – 2:24 (testo: Climax, Gianni Boncompagni – musica: Don Covay, Steve Cropper)
4. Dudulalà – 2:38 (testo: Climax, Gianni Boncompagni – musica: Eduardo Carballo, Carlos Levin)
5. Chissà se va – 2:51 (testo: Castellano e Pipolo[3] – musica: Franco Pisano)
6. Tuca tuca – 2:38 (testo: Gianni Boncompagni – musica: Franco Pisano)
7. Conta su di me (Footprints on the Moon) – 3:03 (testo: Climax, Gianni Boncompagni – musica: Johnny Harris)
8. Vi dirò la verità – 3:23 (testo: Gianni Boncompagni – musica: Franco Pisano)
9. Maga Maghella – 2:45 (testo: Castellano e Pipolo – musica: Franco Pisano)
10. El Borriquito – 3:40 (Peret [4])
11. Papà – 3:44 (Gianni Boncompagni)
12. Raindrops Keep Fallin' on My Head – 3:26 (testo: Hal David – musica: Burt Bacharach)
13. Accidenti a quella sera – 3:58 (Gianni Boncompagni)
14. Domenica non è (Hum a Song (from Your Heart)) – 2:31 (testo: Gianni Meccia, Gianni Boncompagni – musica: Richard Ross)
15. Perdono, non lo faccio più – 1:56 (testo: Gianni Boncompagni – musica: Franco Pisano)
16. T'ammazzerei – 2:59 (testo: Antonio Amurri – musica: Gianni Boncompagni)
17. I Say a Little Prayer – 3:08 (Hal David, Burt Bacharach)
18. TOP (T.O.P) – 3:15 (testo: Climax, Gianni Boncompagni – musica: Oscar Harris, Frank Smith)
19. If I Give My Heart to You – 2:34 (Jimmy Brewster, Jimmie Crane, Al Jacobs)
20. Reggae Rrrrr! – 2:35 (testo: Gianni Boncompagni – musica: Franco Pisano)
21. Close to You – 3:43 (Hal David, Burt Bacharach)
22. E penso a te – 4:02 (testo: Mogol – musica: Lucio Battisti)